# Jean-Christophe Spinosi
Jean-Christophe Spinosi (2 de setembre del 1964, Drancy, França) és un director d'orquestra i violinista francès, fundador del Quartet Matheus (1991), un grup que més endavant es convertí en l'Ensemble Matheus. És sobretot conegut per la seva interpretació de la música instrumental i vocal del Barroc, especialment les òperes de Vivaldi. Recentment també ha realitzat representacions d'obres de Mozart i Rossini.
Spinosi ha conduït moltes obres vocals de cantants com Verónica Cangemi, Sara Mingardo, Jennifer Larmore, Sandrine Piau, Simone Kermes, Marie-Nicole Lemieux, Nathalie Stutzmann, Marjana Mijanovic, Lorenzo Regazzo, Philippe Jaroussky i Matthias Goerne.
Ha actuat com a solista i director amb l'Ensemble Matheus als principals festivals a França i a tot el món, a Amsterdam, Viena, Brussel·les, Nova York, Edimburg, Praga, Madrid, Torí, Parma i Nàpols.
Spinosi fou nomenat Cavaller de les Arts i les Lletres pel Ministeri de Cultura Francès el 2006. També ha rebut el premi al Millor Director d'Òpera el 2007 per l'Académie du Disque Lyrique.

## Discografia
- La fida ninfa, Vivaldi, 2008
 amb Veronica Cangemi, Sandrine Piau, Marie Nicole Lemieux, Lorenzo Regazzo, Philippe Jaroussky, Topi Lehtipuu, Sara Mingardo, Christian Senn; Ensemble Matheus. Opus111/Naïve
- Nisi Dominus, Stabat Mater, Vivaldi, 2008
 amb Marie Nicole Lemieux, Philippe Jaroussky; Ensemble Matheus. Opus111/Naïve
- La pietra del paragone, Rossini, DVD, 2007 
 amb François Lis, Christian Senn, José Manuel Zapata, Sonia Prina, Jennifer Holloway, Laura Giordano, Joan Martín-Royo, Filippo Polinelli; Chorus of Teatro Regio di Parma; Ensemble Matheus. Gravat al Théâtre du Châtelet, París, Opus111/Naïve
- Vivaldi, Heroes, 2007 
 amb Philippe Jaroussky, Ensemble Matheus. Opus111/Naïve
- Griselda, Vivaldi, 2006
 amb Simone Kermes, Marie-Nicole Lemieux, Veronica Cangemi, Philippe Jaroussky, Stefano Ferrari, Iestyn Davies; Ensemble Matheus. Opus111/Naïve
- Orlando furioso, Vivaldi, 2004 
 amb Marie-Nicole Lemieux, Jennifer Larmore, Veronica Cangemi, Ann Hallenberg, Philippe Jaroussky, Lorenzo Regazzo; Ensemble Matheus. Opus111/Naïve
- De Lhoyer: Duos et Concerto Pour Guitare, 2004 
 amb Philippe Spinosi (guitarra), Duo Spinosi, Ensemble Matheus. Opus111/Naïve
- La verità in cimento, Vivaldi, 2003
 amb Gemma Bertagnolli, Philippe Jaroussky, Sara Mingardo, Guillemette Laurens, Nathalie Stutzmann; Ensemble Matheus. Opus111/Naïve
- La notte, La tempesta di mare, Il gardellino, Vivaldi, 2003
 amb Ensemble Matheus. Opus111/Naive
- Vivaldi: Concerti Con Molti Strumenti, Vol. II, 1997
 amb Ensemble Matheus. Pierre Verany
- Vivaldi: Concerti Con Molti Strumenti, 1996
 amb Ensemble Matheus. Pierre Verany